# Zsolnay Porcelánmanufaktúra Zrt.
A Zsolnay Porcelánmanufaktúra Zrt. 1999-ben a Zsolnay Porcelángyár Rt. szétválásakor jött létre.

## A megalakulás körülményei
1999. szeptemberében a pécsi Zsolnay Porcelángyár Rt. három különálló céggé vált szét.
1. A Zsolnay Porcelángyár Rt. feladata a tulajdonában lévő épületek bérbeadása, alapanyag- és energiaellátás maradt.
2. A porcelánedény és -díszáru, az eozin és a pirogránit tárgyak a Zsolnay Porcelánmanufaktúra Rt.-ben készültek.
3. A Zsolnay Örökség Kezelő Kht. a gyár területén található műemlékek és műemlék jellegű ingatlanok kezeléséért és felújíttatásáért felelt.

Mindhárom társaság a volt Zsolnay Porcelángyár Rt. telephelyén kezdte meg működését, az ÁPV Rt. tulajdonában.

## Tulajdonosváltások
A kétezres években a rossz anyagi helyzetben lévő Zsolnay Porcelánmanufaktúra Rt. tulajdonosváltások során esett át; a tulajdonjog 2006 elején az ÁPV Zrt.-től térítésmentesen, de másfél milliárd forintos hitelállománnyal került a pécsi önkormányzat tulajdonában levő Pécs Holding Zrt.-hez.
A Pécs Holding Zrt. pályázaton keresett befektetőt, felajánlva a gyár 49 százalékos részvénycsomagját, valamint két szavazatelsőbbségi részvényt, amit egyetlen indulóként a Manufaktúra-Befektető Kft. nyert meg 2010-ben. A vételár 230 millió forint volt, amelyen felül félmilliárd forintos tőkejuttatásra is kötelezettséget vállalt.
A Manufaktúra-Befektető Kft. 2011-ben a KÖZGÉP Zrt. tulajdonába került, ám a tőkejuttatási vállalást sem ez előtt, sem ezt követően nem teljesítette.
A KÖZGÉP Zrt. 2012 júliusában jelképes, 1 forintos összegért felajánlotta a Manufaktúra-Befektető Kft.-n keresztül birtokolt kisebbségi tulajdonjogot Pécs városának, amely elfogadta azt, és bejelentette: állami tulajdonba adná a gyárat.
A Pécs Holding Zrt. végül új pályázatot írt ki a tulajdonjogra, amelyet egyetlen indulóként a Magyarországon élő, szír származású és svájci állampolgárságú üzletember, Bachar Najari nyert meg. 2013. február 15-én Bachar Najari és Pécs képviselői aláírták a szerződést.

## Működése
2008 szeptemberében megállapodást kötött a svéd IKEA és a Zsolnay gyár. A szerződés szerint 2009-től hét éven keresztül a Zsolnay évente 5000 tonna porcelánterméket szállít a megrendelőnek, így megháromszorozhatja évi 1,1 milliárdos bevételét. Az új porcelántermékekhez teljesen új gyáregység építését tervezték a pécsi ipari parkban, az állam és Pécs önkormányzatának befektetésében. 2010 novemberében azonban a kormány törölte ezt a fejlesztést az Új Magyarország Fejlesztési Tervből.
A Zsolnay közreműködésével zajló épületfelújításai közül kiemelkedik a belgrádi Moszkva Szálloda, a kolozsvári Kakasos templom, illetve a szarajevói városháza felújítása. Új Zsolnay-épületkerámia került a 2010-ben átadott pécsi Dél-dunántúli Regionális Könyvtár és Tudásközpont belső terébe is. A gyár 2012 áprilisában mutatta be új kollekcióját, amelyet Patrizia Gucci, a híres Gucci család negyedik generációja tagjának neve fémjelez.

## Kisérlet a zrt. működésének ellehetetlenítésére
2016-ban a pécsi Önkormányzat megpróbálta ellehetetleníteni a szír tulajdonos által birtokolt céget, ehhez egy konkurens porcelángyárat alapítottak a városban Ledina Épületkerámia Kft. néven, ahová a Zsolnay Porcelánmanufaktúra Zrt.-től 112 dolgozót csábított át. A dolgozók rendkívüli felmondással léptek ki a Porcelánmanufaktúra Zrt.-től, de ezt a bíróság jogsértőnek minősítette, és a kilépő dolgozókat kártérítés megfizetésére kötelezte. A Páva Zsolt által vezetett fideszes városvezetés segítséget ígért az általuk bajba sodort dolgozóknak, vállalva az esetleges bírság megfizetését, de ez végül nem történt meg. A szír-svájci tulajdonos a Zsolnay Porcelánmanufaktúra Zrt.-t megmentette, míg az önkormányzat a Ledina Kft.-től megszabadult (mely utóbb véglegesen be is csődölt).
Péterffy Attila polgármester jogi átvilágítást rendelt el a 2015 és 2019 közötti időszakra vonatkozólag. A Bodnár Imre által levezetett, 2022-ben lezáruló audit azt állapította meg, hogy
- Páva Zsolt vezetése alatt a városvezetés együttműködött abban az eseménysorozatban, melynek végén a Zsolnay Porcelánmanufaktúra Zrt. 118 dolgozója az utcára került, és elesett a 10-20-30 éves munkaviszonyuk után járó járandóságoktól is
- az események következtében a várost terhelő kötbér-kötelezettség maradt hátra, és reális veszélye van annak is, hogy a város jelzáloggal terhelt ingatlanokat veszít el
- az "akció" elriasztotta a befektetőket azzal, hogy Pécsett egy ilyen dolog is megtörténhet.

Az auditot felügyelő ügyvéd összefoglalója szerint ez egy olyan támadás volt, ahol egy jól behatárolható NER-es befektetői kör akarta megszerezni a Zsolnay-gyárat, melyben az önkormányzat és a kormány is segített nekik; Pécs akkori vezetése ahhoz asszisztált, hogy kárt okozzon saját magának.